# Profound Lake
Der Profound Lake (russisch озеро Глубокое, osero Glubokoje – „Tiefer See“) ist ein See auf King George Island, der größten der Südlichen Shetlandinseln. Er liegt im Nordosten der Fildes-Halbinsel nordwestlich der in die Maxwell Bay ragenden Landspitze Jasper Point. Der See misst ungefähr 315 × 252 Meter und ist bis zu 16 Meter tief.
Der See wurde nach Kartierungen der 13. Sowjetischen Antarktisexpedition im Jahr 1968 von der Bellingshausen-Station aus auf einer Karte von 1973 озеро Глубокое genannt. Auf einer englischsprachigen Karte derselben Autoren ist die Bucht mit „Lake Glubokoye“ beschriftet. Das UK Antarctic Place-Names Committee übersetzte den russischen Namen 1979 sinngemäß ins Englische, um eine Dopplung zum  Lake Glubokoye (russisch ebenfalls озеро Глубокое) bei der Molodjoschnaja-Station im Enderbyland zu vermeiden.
Der „Tiefe See“ hat keinen oberirdischen Abfluss, speist aber eine Quelle, die in einem vom See nach Südosten ziehenden Tal liegt. Das Quellwasser ist erheblich kälter als das Wasser des Sees, da dieses offensichtlich über die Permafrosttafel zur Quelle abfließt.
Am See liegt die uruguayische Forschungsstation Base Científica Antártica Artigas.